# Polnisches Theater Breslau

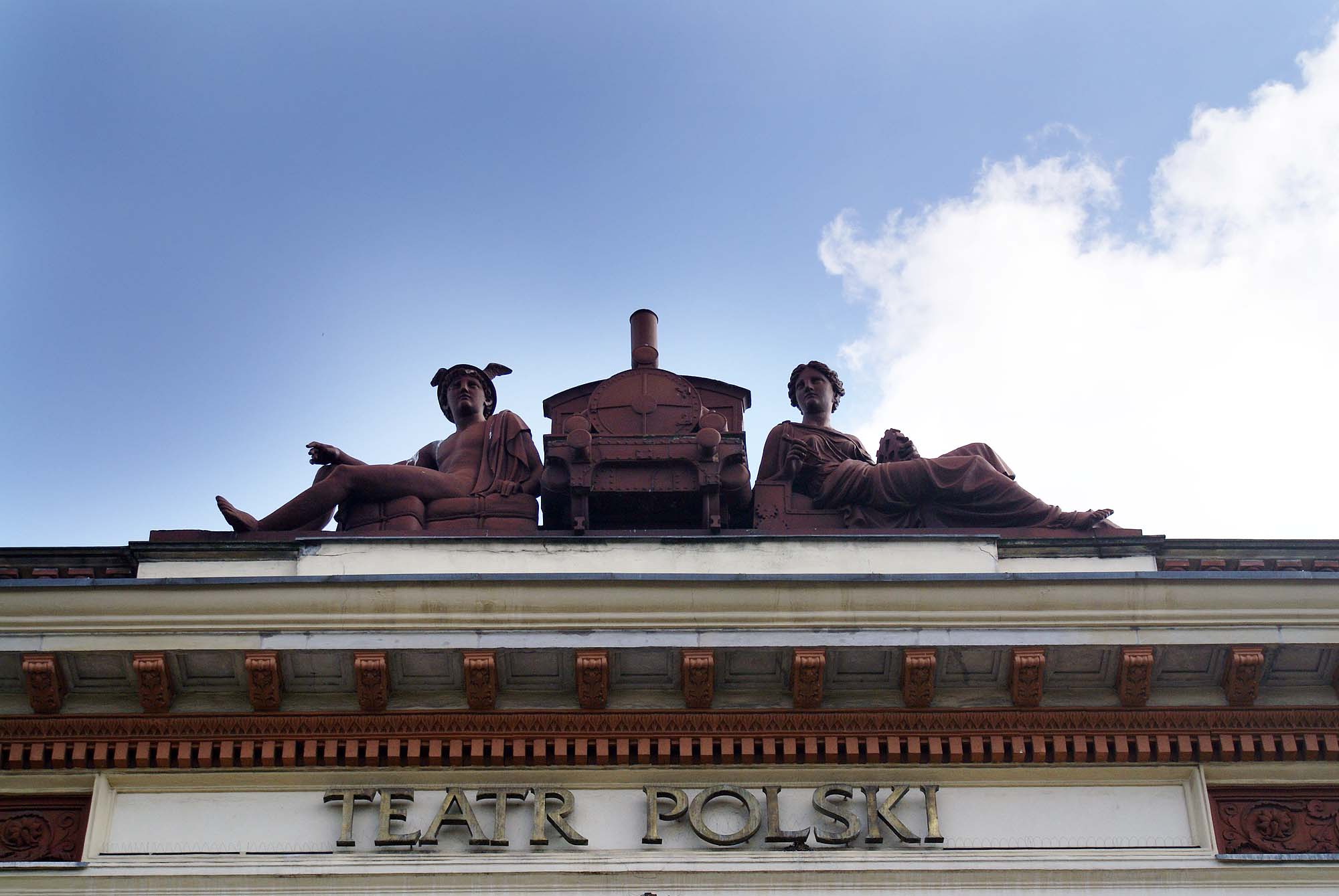
Teatr Polski we Wrocławiu

Das Teatr Polski we Wrocławiu (Polnisches Theater in Breslau) ist die bedeutendste Schauspielbühne der polnischen Stadt Breslau. Es ist bekannt für sein experimentierfreudiges Ensemble und seinen vielfältigen Spielplan, der sich kritisch mit Stadt, Nation und Gegenwart auseinandersetzt.
Direktor des Hauses war von 2006 bis 2016 Krzysztof Mieszkowski.

## Geschichte

### Schauspielhaus Breslau bis 1945
Die Bevölkerung Breslaus war traditionell theaterbegeistert. 1677 wurde ein Ballhaus errichtet, das neben dem Ballsport auch als Reitbahn und Schauspielbühne dienen sollte. Damit fanden die Wandertruppen eine überdachte Spielstätte in der Stadt. Breslau erteilte im Jahr 1742 dem aus Wien stammenden Schauspieler Franz Schuch dem Älteren das privilegium privativum für seine Schauspieltruppe. Schuch erwarb das Breslauer Bürgerrecht und ließ auf dem Grundstück Auf der kalten Asche ein Theater errichten, in dem seine Truppe von 1755 bis 1764 Vorstellungen gab. Das Theater wurde schließlich von Johann Christian Wäser geführt, nach dessen Tod von seiner Witwe Maria Barbara Wäser. In den ersten zwei Jahrzehnten des 19. Jahrhunderts folgte die Blütezeit der Breslauer Bühne, bespielt mit Schauspiel und Oper, verantwortet von einem Aktienverein von 38 Breslauer Bürgern. Von 1804 bis 1806 wirkte Carl Maria von Weber in Breslau, erst 17 Jahre alt bei seiner Bestellung als Kapellmeister. Im 19. Jahrhundert wurde eine Reihe von Neubauten errichtet: das Stadttheater an der Schweidnitzer Straße 1841, das Lobe-Theater 1869 und das Thalia-Theater. Alle diese Theater wurden ab den 1890er Jahren schrittweise vom Wiener Schriftsteller und Theaterdirektor Theodor Löwe (1855–1935) übernommen, der beinahe vier Jahrzehnte lang das Theatergeschehen in Breslau dominierte.
Wohl auch um einen Gegenpol zum Löwe-Imperium zu setzen, beauftragte der Breslauer Geschäftsmann Paul Auerbach den Berliner Architekten Walter Hentschel mit dem Bau eines neuen Theaters. Es war ein funktioneller Bau, technisch auf dem neuesten Stand, und mit Platz für 1.736 Zuschauer das größte Theater der Stadt. Von Anbeginn fungierte das neue Schauspielhaus als Bühne für das Musiktheater, vornehmlich für Operette und Singspiel. Das Haus wurde 1909 eröffnet, doch bereits 1911 stand es ebenfalls unter der Leitung Löwes, der bis 1913 die Spielpläne für alle vier großen Theater Breslaus bestimmte. Danach verpachtete er Thalia- und Lobe-Theater, während das Stadttheater von der Stadt Breslau in eigener Regie übernommen wurde. Von 1913 bis zu seinem Rückzug ins Privatleben 1929 widmete sich Löwe voll und ganz der Intendanz des Schauspielhauses, das er als Operettentheater führte und in dem die besten Sänger des deutschsprachigen Raumes gastierten.
Im Jahr 1936 renoviert, diente das Haus ab der Spielzeit 1936/37 als Mehrspartentheater und einziges bespieltes Theater Breslaus in der Zeit des Nationalsozialismus. Ein Regisseur war Gustav Kurt Hoffmann. In der Schlacht um Breslau wurde der Theaterbau 1945 beschädigt.
Infolge der Inbesitznahme Breslaus durch die Volksrepublik Polen endete 1945 die deutsche Theatergeschichte Breslaus. Die Stadt wurde in Wrocław umbenannt, die deutsche Sprache verboten, die bisherigen Einwohner innerhalb weniger Jahre vertrieben und die Stadt zugleich ausschließlich mit Polen besiedelt.

### Teatr Polski (1949 bis 1996)

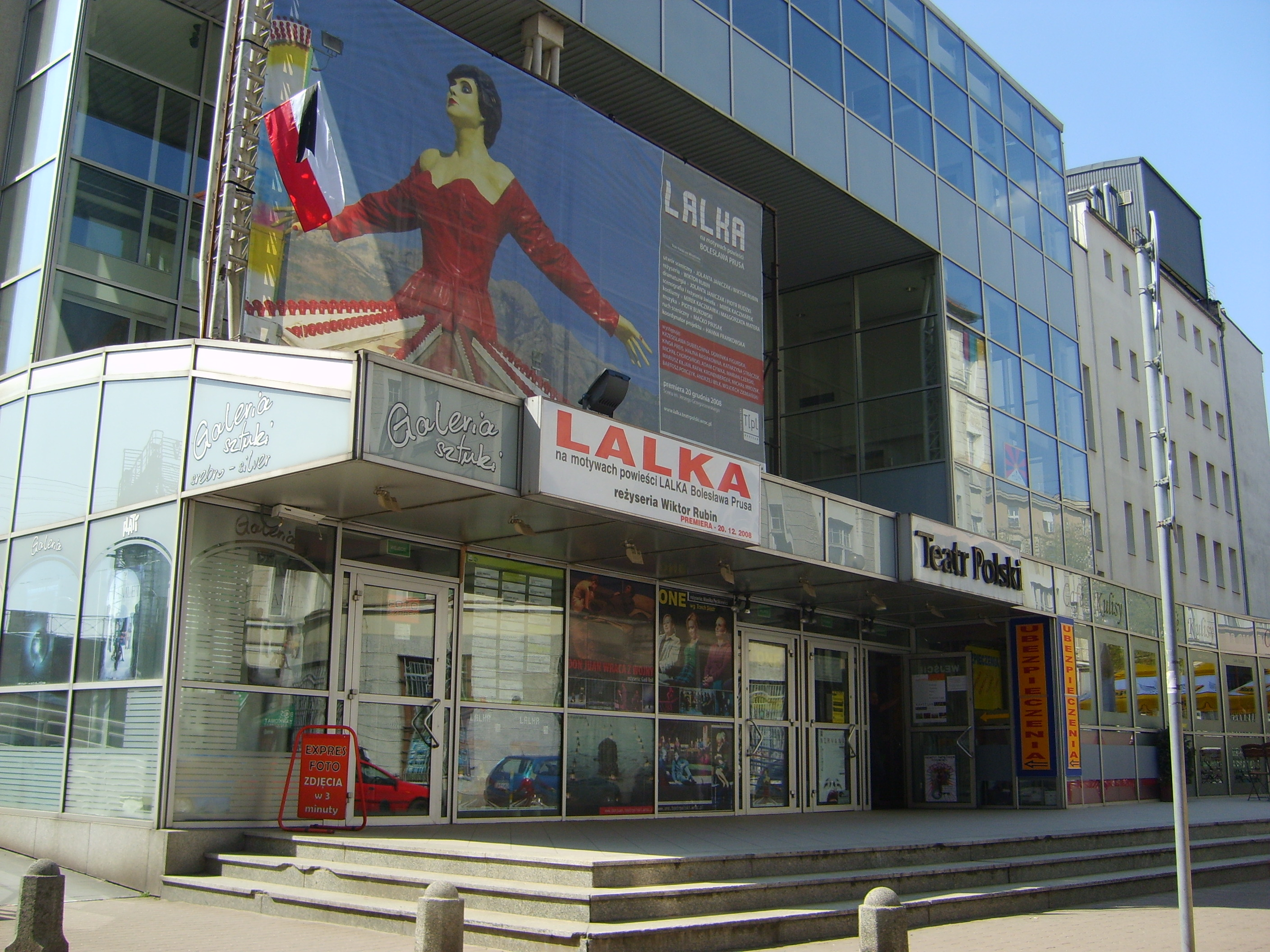
Das 1996 errichtete Teatr Polski

Das Teatr Polski wurde am 11. Januar 1949 gegründet und am 20. Dezember 1950 im Gebäude des wiederaufgebauten Schauspielhauses Breslau eröffnet. Die Eröffnungspremiere des Teatr Polski war einem Theatertext des Architekten Jan Rojewski gewidmet. Das Stück hieß Die tapferen Tausend und beschrieb im Sinne des sozialistischen Realismus den unermüdlichen Kampf der polnischen Arbeiter, die durch die Zeit des Nationalsozialismus und den Zweiten Weltkrieg entstandenen Schäden zu beheben. Das nun polnische Publikum war mit einem völlig neuen Genre konfrontiert.
In der Nacht vom 18. auf den 19. Januar 1994 zerstörte ein Feuer den Zuschauerraum, woraufhin das Theater erneut wiederaufgebaut wurde, diesmal nach Plänen des polnischen Architekten Wiktor Jackiewicz. Die Wiederöffnungspremiere nach dem Brand vom Januar 1994 wurde vom berühmten Film- und Theaterregisseur Andrzej Wajda inszeniert. Die Aufführung fand am 20. Mai 1996 statt und trug den Titel Improwizacje wrocławskie (Breslauer Improvisationen).

### Intendanz Mieszkowski (2006 bis 2016)
2006 übernahm Krzysztof Mieszkowski, im Bemühen um ein offenes Haus und den Diskurs, die Leitung des Theaters und des Ensembles. Der Direktor präsentierte 2014 eine Dramatisierung von Thomas Bernhards Holzfällen.
Seit der Regierungsübernahme durch die nationalkonservative Partei PiS nach den Parlamentswahlen 2015 begannen Repressionen gegen Mieszkowski und das Ensemble des Theaters. Im November 2015 wollte der polnische Kulturminister Piotr Gliński eine Aufführung von Elfriede Jelineks Der Tod und das Mädchen verhindern. Grund dafür waren angebliche sexuelle Handlungen auf der Bühne, die Inszenierung verstoße gegen „Prinzipien des gesellschaftlichen Zusammenlebens“. Auch der Sprecher des Erzbistums Breslau protestierte gegen den Auftritt „ausländischer Pornodarsteller“ (für das Stück waren tschechische Schauspieler engagiert worden). Die Premiere fand dennoch statt; einige Demonstranten versuchten, den Zutritt zum Theater zu blockieren. Mieszkowski forderte den Rücktritt des Kulturministers und warf ihm einen präzedenzlosen Zensurversuch vor. Daraufhin wurde Mieszkowski im August 2016 nach elf Jahren abgelöst. Suspendiert wurde auch die Moderatorin Karolina Lewicka des öffentlich-rechtlichen Fernsehsenders TVP, nachdem sie Gliński kritische Fragen zur Causa gestellt hatte. Anstoß seitens der nationalkonservativen Regierung erweckte auch die 14 Stunden dauernde Inszenierung des Nationaldramas von Adam Mickiewicz' Die Totenfeier im Februar 2016.

## Aktuelle Situation
Der ab September 2016 neu bestellte Direktor Cezary Morawski wurde mit einer Protestkundgebung großer Teile des Ensembles begrüßt. Schauspieler und Regisseure fürchten, dass die Freiheit von Kunst und Medien eingeschränkt, Demokratie und Rechtsstaatlichkeit ausgehöhlt und ihre Arbeit durch politische Kontrollinstanzen behindert würde. Morawski gestaltet das Ensemble um, indem er kritisch eingestellte Schauspieler entlässt, gesellschaftskritische Inszenierungen absetzt und diese durch provinziell geltendes Nationaltheater ersetzt.

## Spielstätten

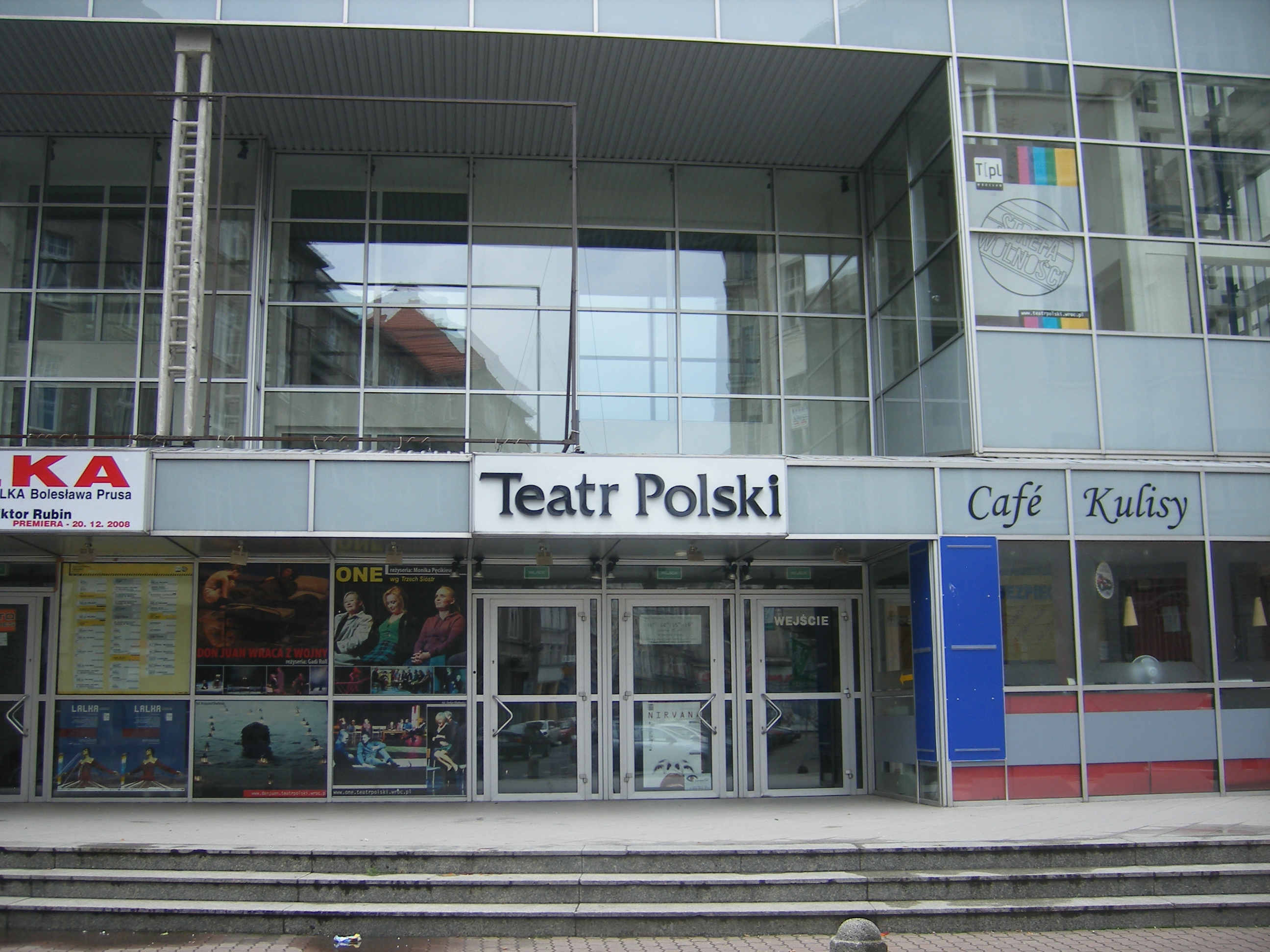
Hauptgebäude
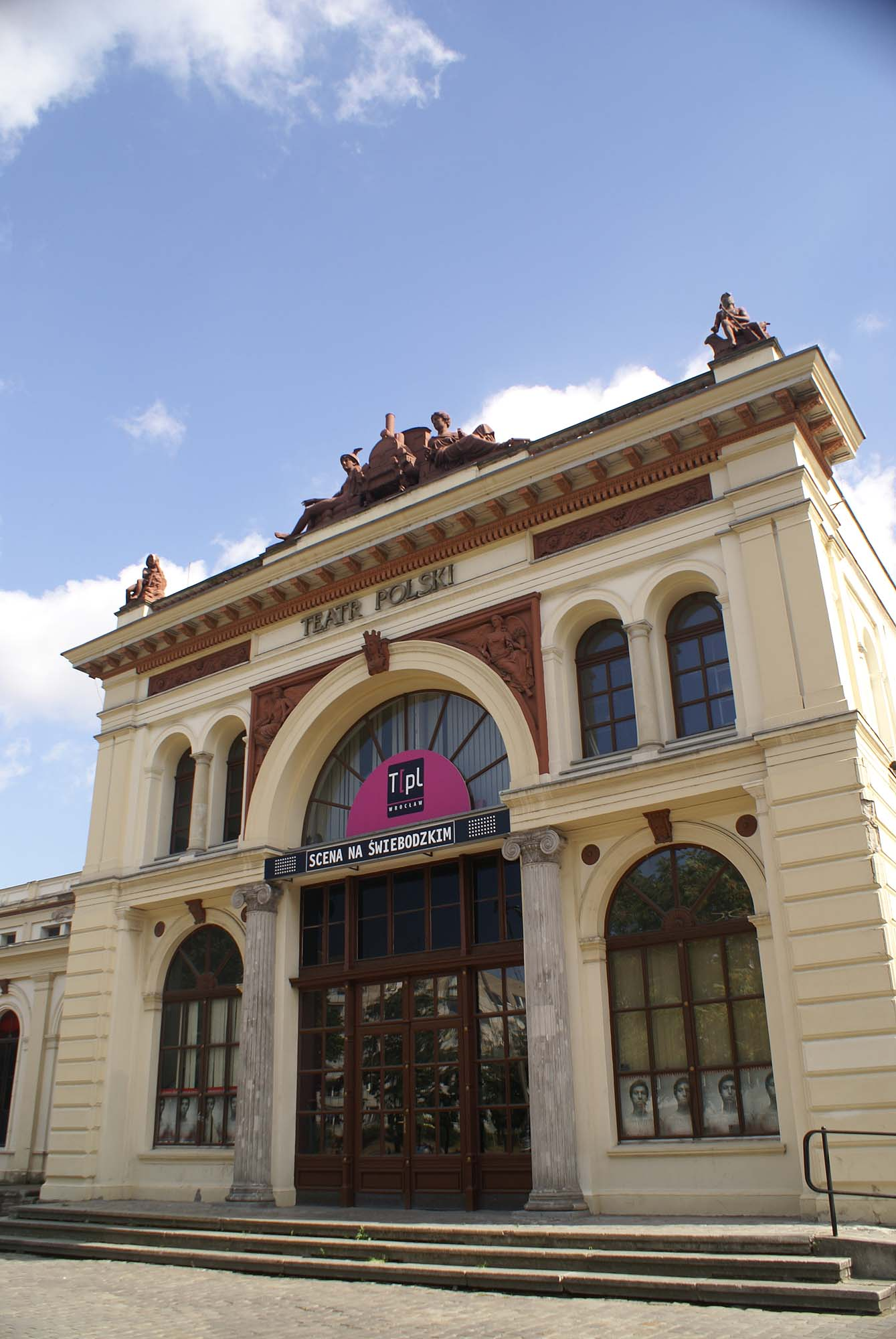
Scena na Świebodzkim
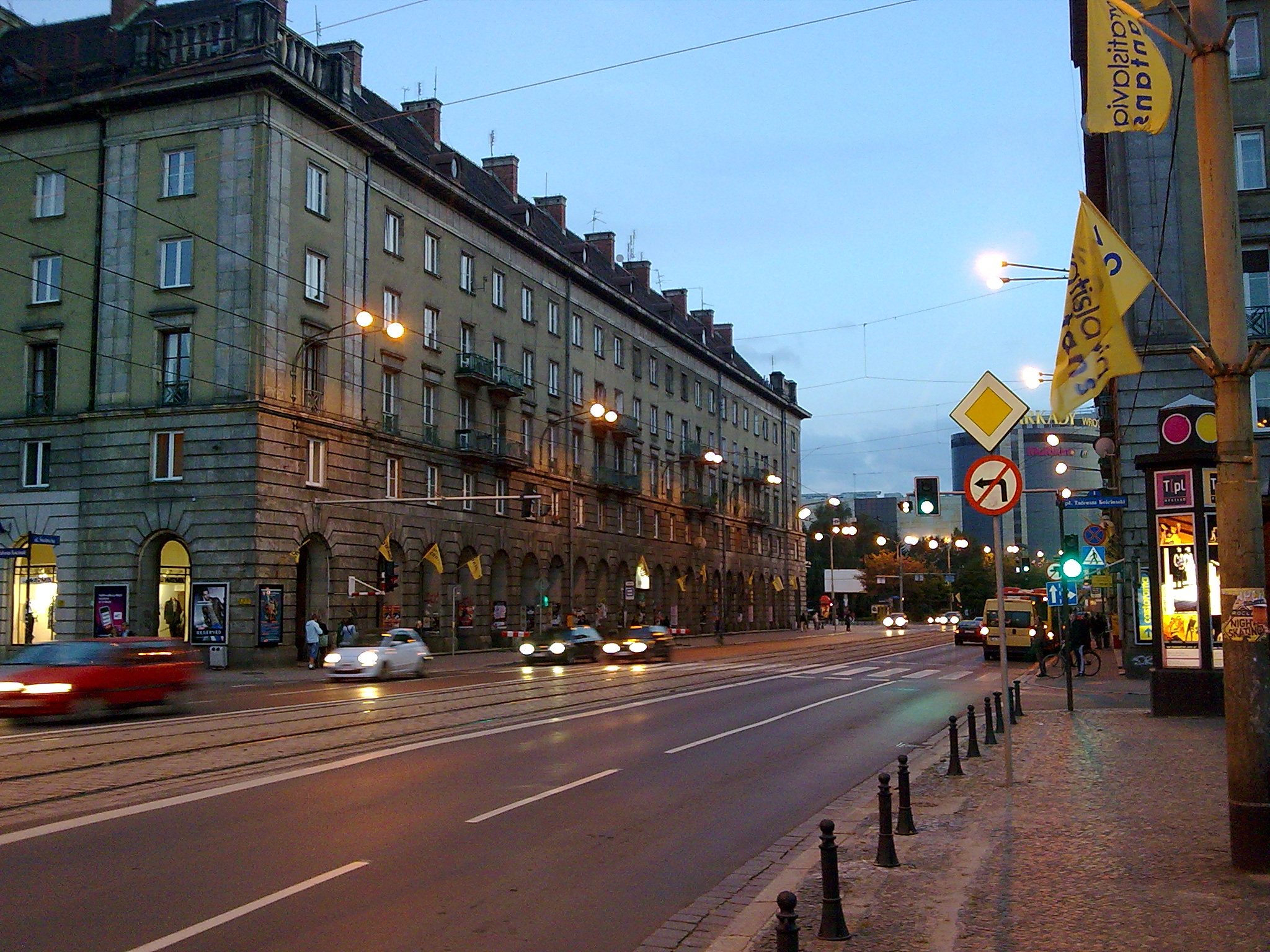
Teatr Kameralny

Das Theater verfügt heute über drei Spielstätten: Die Jerzy-Grzegorzewski-Bühne, benannt nach dem polnischen Regisseur Jerzy Grzegorzewski, und die Verwaltung befinden sich im Hauptgebäude in der ul. Gabrieli Zapolskiej 3, auf dem Areal des früheren Schauspielhauses Breslau. Im Bahnhof Wrocław Świebodzki am pl. Orląt Lwowskich befindet sich eine weitere Spielstätte, genannt Scena na Świebodzkim. Weiters betreibt das Teatr Polski das Teatr Kameralny (Kammertheater) im Haus 28 der Ulica Świdnicka, 1912 als Kammer-Lichtspiele erbaut, 1949 als Niederschlesisches Jüdisches Theater wiederaufgebaut, jedoch zwischen 1950 und 1955 schrittweise mit dem Teatr Polski verschmolzen.